# دايفيد كيركباتريك
دايفيد كيركباتريك (بالإنجليزية: David Kirkpatrick)‏ هو لاعب كرة قدم أمريكية أمريكي، ولد في 16 أغسطس 1870 في مقاطعة غيلفورد في الولايات المتحدة، وتوفي في 12 يوليو 1939 في غرينزبورو في الولايات المتحدة.